# Wahagnies
Wahagnies település Franciaországban, Nord megyében. Lakosainak száma 2596 fő (2022. január 1.). Wahagnies Phalempin, La Neuville, Ostricourt, Thumeries, Oignies és Libercourt községekkel határos.

## Népesség
A település népessége az elmúlt években az alábbi módon változott:
| Lakosok száma | 2618 | 2611 | 2648 | 2598 | 2621 | 2636 | 2615 | 2605 | 2596 |
|               | 2013 | 2015 | 2016 | 2017 | 2018 | 2019 | 2020 | 2021 | 2022 |